# Попчета
Попчетата (Gobius) са род риби от семейство попчеви (Gobiidae).

## Разпространение
Представителите на този род са разпространени в сладките и морски води на Европа, Африка и Азия.

## Видове
Понастоящем рода включва 28 вида:
- Gobius ater Bellotti, 1888
- Gobius ateriformis Brito & P. J. Miller, 2001
- Gobius auratus A. Risso, 1810
- Gobius boekeri Ahl, 1931
- Gobius bucchichi Steindachner, 1870
- Gobius cobitis Pallas, 1814
- Gobius couchi P. J. Miller & El-Tawil, 1974
- Gobius cruentatus J. F. Gmelin, 1789
- Gobius fallax Sarato, 1889
- Gobius gasteveni P. J. Miller, 1974
- Gobius geniporus Valenciennes, 1837
- Gobius hypselosoma Bleeker, 1867
- Gobius incognitus Kovačić & Šanda, 2016
- Gobius kolombatovici Kovačić & P. J. Miller, 2000
- Gobius koseirensis Klunzinger, 1871
- Gobius leucomelas W. K. H. Peters, 1868
- Gobius niger Linnaeus, 1758
- Gobius paganellus Linnaeus, 1758
- Gobius roulei F. de Buen, 1928
- Gobius rubropunctatus Delais, 1951
- Gobius salamansa Iglésias & Frotté, 2015
- Gobius scorteccii Poll, 1961
- Gobius senegambiensis Metzelaar, 1919
- Gobius strictus Fage, 1907
- Gobius tetrophthalmus Brito & P. J. Miller, 2001
- Gobius tropicus Osbeck, 1765
- Gobius vittatus Vinciguerra, 1883
- Gobius xanthocephalus Heymer & Zander, 1992